# Echte Sumpfratte

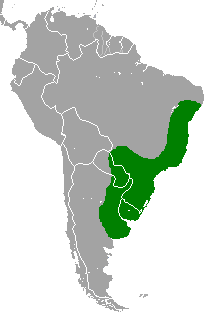
Verbreitungsgebiet der Echten Sumpfratte

Die Echte Sumpfratte (Holochilus brasiliensis) ist ein im östlichen Südamerika verbreitetes Nagetier in der Gattung der Sumpfratten. Bis in die 1980er Jahre zählten die Populationen der Amazonas-Sumpfratte (Holochilus sciureus) zu dieser Art.

## Merkmale
Wie andere Gattungsvertreter ist die Art durch ein dichtes Fell und mit Schwimmhaut zwischen den Zehen der Hinterfüße gut an das Leben im Wasser angepasst. Sie wird ohne Schwanz 167 bis 211 mm lang, die Schwanzlänge beträgt 183 bis 214 mm und sie wiegt 130 bis 370 g. Die Echte Sumpfratte hat 51 bis 56 mm lange Hinterfüße. Das zimtfarbene Fell der Oberseite bekommt zu den Seiten hin orange Tönungen und die Unterseite ist von hell orange Fell bedeckt. Es sind recht kurze Vibrissen und ein einheitlich gefärbter Schwanz mit spärlicher Behaarung vorhanden. Der Art fehlt die Gallenblase und die Backenzähne sind mit unscheinbaren Höckern ausgerüstet. Der diploide Chromosomensatz enthält 40 Chromosomen (2n=40).

## Verbreitung und Lebensweise
Die Art ist vom Bundesstaat Bahia in Brasilien über das östliche Paraguay und Uruguay bis zur Provinz Buenos Aires in Argentinien verbreitet. Sie hält sich in Sümpfen, auf Marschland und in Galeriewäldern auf.
Die nachtaktiven Exemplare schwimmen oft, wogegen sie selten laufen oder im Unterwuchs klettern. Sie ernähren sich von weichen Blättern und Wasserpflanzen. Die Fortpflanzung ist allgemein von Zeiten mit Regen abhängig. Meist werden 3 bis 6 Nachkommen zwischen Frühjahr und Sommer geboren.

## Gefährdung
Gebietsweise wirken sich Trockenlegungen und andere Landschaftsveränderungen negativ aus. Die IUCN listet die Echte Sumpfratte als nicht gefährdet (least concern) aufgrund einer stabilen Gesamtpopulation.